# Pasquale Vitagliano
Pasquale Vitagliano (Lecce, 23 settembre 1965) è un poeta e scrittore italiano.

## Biografia
Pasquale Vitagliano è originario di Terlizzi in Provincia di Bari.
Dopo gli studi pubblica la sua prima raccolta di poesie, con la prefazione di Nichi Vendola. 
Nel 1990, dopo l'esperienza presso la Scuola di Giornalismo "Gino Palumbo" della Rizzoli, inizia la sua esperienza di giornalista pubblicista entrando nella redazione politica del Corriere della Sera diretto allora da Ugo Stille.
Vitagliano ha scritto di cinema e letteratura sul settimanale femminile Diva e donna per la rubrica Scandali e Passioni. 
Oggi è redattore del blog letterario La poesia e lo Spirito. Dal 2000 al 2008 è stato redattore della rivista letteraria mensile Italialibri.net sulla quale ha collaborato con Armano Massarenti e Paolo Di Paolo. 
Per la rivista Nuovi Argomenti – fondata nel 1953 da Alberto Carocci e Alberto Moravia - ha curato le schede di poeti pugliesi quali Vittorio Bodini e Joseph Tusiani. Suoi scritti – poesie, racconti, articoli – sono apparsi su Nazione Indiana, blog letterario tra i più importanti, fondato da Antonio Moresco – cui si deve il nome – , Giuseppe Genna e Roberto Saviano.
Iscritto all'Ordine dei Giornalisti della Puglia, Albo Pubblicisti, dal 13/2/2006. 
Nel 2015 è tra i premiati nella sezione cultura e costume del Premio “Michele Campione” dell’Ordine dei Giornalisti della Puglia.

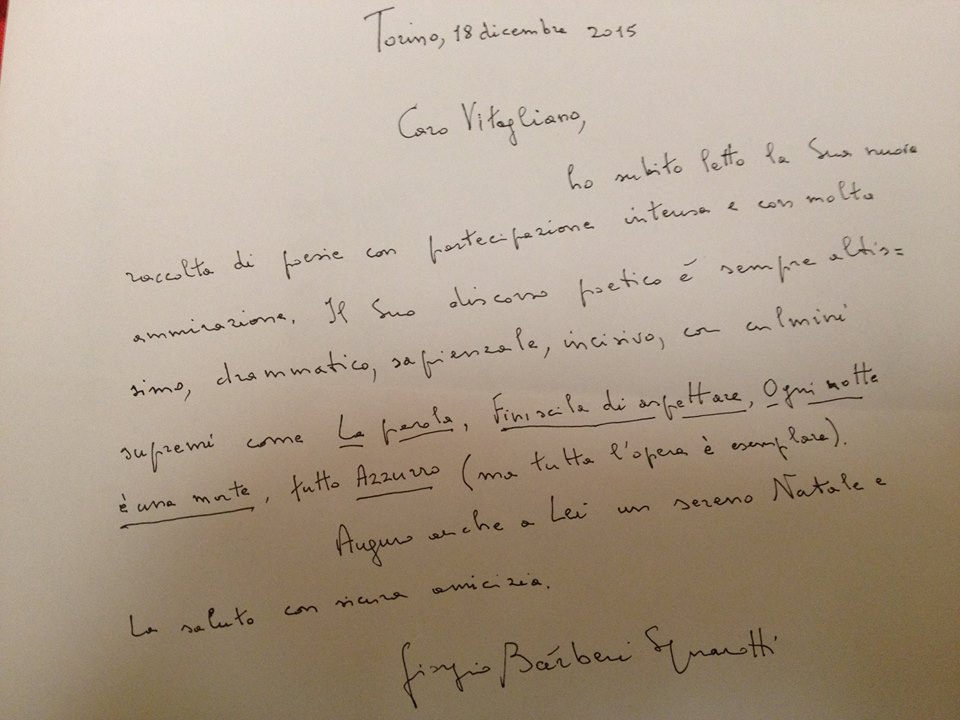
Lettera di Giorgio Barberi Squarotti a Pasquale Vitagliano

In una lettera privata del 15 dicembre 2015 il critico letterario e poeta Giorgio Bàrberi Squarotti descrive la  poesia di Vitagliano: "il suo discorso poetico è sempre altissimo, drammatico, sapienziale e incisivo".  
Oggi è capo-redattore della rivista letteraria Menabò. Collabora con la rivista Incroci diretta da Lino Angiuli e Raffaele Nigro e con la Gazzetta del Mezzogiorno

## Scritti
- Oltre il Muro - Cultura Duemila (1989)
- Amnesie amniotiche - Lietocolle (2009)
- Il cibo senza nome - Lietocolle (2011)
- Volevamo essere statue - Eumeswil (2012)
- Come i corpi le cose - Lietocolle (2013)
- Habeas Corpus - Zona Contemporanea (2015)
- 11 Apostoli (poesie sul calcio) - Zona Contemporanea (2016)
- Le voci del pretorio - David and Matthaus (2017)
- Sodoma - Castelvecchi (2017)
- Del fare spietato – Arcipelago Itaca (2019)
- Icone e labirinti – Terra d’ulivi (2020)

## Impegno civile
Vitagliano è ispiratore e militante del Movimento CittàCivile di Terlizzi, la cui bandiera porta la scritta "E' FATTO GIORNO" che è il titolo di una poesia di Rocco Scotellaro, alla cui figura il movimento si ispira. Dal 2012 è direttore artistico del Festival per la Legalità, organizzato insieme a Libera. Associazioni, nomi e numeri contro la mafia, che si svolge annualmente a Terlizzi in Provincia di Bari. Il Festival ha ottenuto il riconoscimento della medaglia della Presidenza della Repubblica nel 2014, nel 2016 e nel 2018.